# Samuel Newton
Samuel Newton   (Drummondville, 23 de novembre de 1881 - Sherbrooke, 11 d'octubre de 1944) va ser un tirador canadenc que va competir durant la dècada de 1920. Llicenciat a la Universitat McGill va ser un destacat home de negocis i enginyer.
El 1924 va prendre part en els Jocs Olímpics de París, on guanyà la medalla de plata en la prova de fossa olímpica per equips, juntament a George Beattie, John Black, Robert Montgomery, Samuel Vance i William Barnes, del programa de tir.